# Peligro (пісня)
«Peligro» (укр. «Небезпека») — перший сингл колумбійської співачки Шакіри з однойменного альбому, що вийшов 29 січня 1993 року на лейблах Sony Music і Columbia.

## Відеокліп
Кліп був знятий у саду з водоспадами у грудні 1992 році.